# 米村敏朗
米村敏朗（日语：米村敏朗，1951年—）兵库县人，京都大学毕业，历任警备部第2机动队长、神田警察署长、警备部警备第1课长、警务部人事第1课长、公安部长、副总监，第17代内阁危机管理监（现职），第87代警视总监。

## 履历
- 1951年 - 兵库县出生。京都大学法学部毕业。
- 1974年 - 警察庁入职。
- 1982年 - 警视庁警备部第2机动队长。
- 1983年 - 警视庁神田警察署长。
- 1994年 - 秋田县警察本部长。
- 1995年 - 警察庁警备局外事课长。
- 1998年 - 内阁总理大臣秘书官（小渕恵三首相）。
- 2000年 - 警察庁长官官房人事课长。
- 2001年 - 警视庁公安部长。
- 2003年 - 警察庁长官官房审议官（警备局担当）。
- 2004年 - 大阪府警察本部长。
- 2006年 - 警视庁副总监。
- 2006年 - 警察庁警备局长。
- 2007年 - 警察庁长官官房长。
- 2008年 - 第87代警视总监。
- 2010年 - 退职。
- 2011年 - 第17代内阁危机管理监。